# Riedwihr
Riedwihr (deutsch Riedweier) ist eine ehemalige französische Gemeinde
mit 406 Einwohnern (Stand: 1. Januar 2022) im Département Haut-Rhin in der Region Grand Est. Sie gehörte zum Arrondissement Colmar-Ribeauvillé und zum Kanton Colmar-2.
Mit Wirkung vom 1. Januar 2016 wurden die früheren Gemeinden Holtzwihr und Riedwihr zu einer Commune nouvelle mit dem Namen Porte du Ried zusammengelegt.

## Geografie
Riedwihr liegt etwa zehn Kilometer nordöstlich von Colmar am Ufer des kleinen Flusses Blind.

## Geschichte
Im Jahr 1279 hieß das Dorf „Rietwilr“.
Von 1871 bis zum Ende des Ersten Weltkrieges gehörte Riedweier als Teil des Reichslandes Elsaß-Lothringen zum Deutschen Reich und war dem Kreis Colmar im Bezirk Oberelsaß zugeordnet.

## Bevölkerungsentwicklung
| Jahr                                           | 1910 | 1962 | 1968 | 1975 | 1982 | 1990 | 1999 | 2006 | 2013 |
| ---------------------------------------------- | ---- | ---- | ---- | ---- | ---- | ---- | ---- | ---- | ---- |
| Einwohner                                      | 400  | 303  | 322  | 289  | 306  | 315  | 382  | 376  | 403  |
| Quelle: Gemeindeverzeichnis, Cassini und INSEE |      |      |      |      |      |      |      |      |      |

## Sehenswürdigkeiten
Die Dorfkirche Sainte-Marguerite wurde von 1864 bis 1882 erbaut.
|  |  |

## Partnerschaften
Zusammen mit den ehemaligen Nachbargemeinden Bischwihr, Holtzwihr und Wickerschwihr unterhielt Riedwihr freundschaftliche Beziehung zur deutschen Gemeinde Bahlingen am Kaiserstuhl.